# Reserva Extrativista do Mandira
A Reserva Extrativista do Mandira é uma unidade de conservação federal do Brasil categorizada como reserva extrativista e criada por Decreto Presidencial em 13 de dezembro de 2002 numa área de 1.175 hectares em Cananéia, estado do São Paulo.
Está situada no Vale da Ribeira, extremo sul do estado de São Paulo, região que reúne metade de toda a vegetação nativa remanescente do estado, e a maior área contínua de Mata Atlântica no Brasil.
1. ↑  Cardoso, Thaís Almeida (2008). «A construção da gestão compartilhada da Reserva Extrativista do Mandira, Cananéia, SP» (PDF). UFSCAR. Consultado em 9 de setembro de 2024